# Daet
Daet là đô thị hạng 1 ở tỉnh Camarines Norte, Philippines. Theo điều tra dân số năm 2000, đô thị này có dân số 80.632 người trong 16,.67 hộ. 

## Các đơn vị hành chính
Daet về mặt hành chính được chia thành 25 khu phố (barangay).
| - Alawihao - Awitan - Bagasbas - Bibirao - Borabod - Calasgasan - Camambugan - Cobangbang - Dogongan - Gahonon - Gubat - Lag-on - Mag-ang | - Mambalite - Mancruz - Pamorangon - San Isidro - Barangay I/Ilaod (Pob.) - Barangay II/Pasig (Pob. - Barangay III/Iraya (Pob.) - Barangay IV/Mantagbac (Pob.) - Barangay V/Pandan (Pob.) - Barangay VI (Pob.) - Barangay VII (Pob.) - Barangay VIII |